# Рождествено (село, городской округ Истра)
Рожде́ствено — село в составе сельского поселения Павло-Слободское Истринского района Московской области. Население — 7747 чел. (2021).

## Население
| 2002 | 2006  | 2010  | 2021  |
| ---- | ----- | ----- | ----- |
| 3087 | ↗3159 | ↗3335 | ↗7747 |

## География
Расположено на северо-западе Московской области, в юго-восточной части Истринского района, в 30 км от Московской кольцевой автодороги, на 45-м км Волоколамского шоссе, в 3 км от посёлка Снегири и станции Снегири Рижского направления Московской железной дороги, на берегу реки Истры.
Улицы
9-й Гвардейской Дивизии, Архитекторов, Дачная, Заречная, Зелёная, Лесная, Микрорайонная, Молодёжная, Пионерская, Полевая, Привольная, Рождественский Бульвар, Сиреневый Бульвар, Советская, Солнечная, Соловьиная, Строительная, Финская, Центральная, улица Главная Аллея, улица Привольная, улица 1-й Привольный проезд, улица 2-й Привольный проезд, улица 3-й Привольный проезд, улица Рождественская, улица Нагорная, улица Подгорная, улица Живописная, улица Живописный проезд, улица Соколиная, Южная

## История
- В 2002 году в состав села Рождествено были включены посёлок Научно-экспериментального хозяйства «Снегири» и посёлок дома отдыха «Снегири»[комм. 1].
- В 2005 году Постановлением губернатора Московской области 34 га земли в кадастровом квартале 50:08:0050265 были переведены в земли населённого пункта - село Рождествено Истринского муниципального района. Назначение - для индивидуального жилищного строительства.
- В 2008 году в селе на бывшем колхозном поле, примыкающем к коровникам, на площади в 40 гектаров началось строительство жилого комплекса, где возводятся таунхаусы и многоэтажные жилые дома высотой до 12 этажей. Общее число квартир в новом квартале комплексной застройки — 3850.
- По состоянию на весну 2016 года сданы 1-я и 2-я очереди строительства[7][8].

## Известные жители
- Геннадий Зюганов, лидер КПРФ. По данным газеты «Московский комсомолец» на 2007 год, проживает с 1994 года на территории дома отдыха «Снегири» в коттедже № 29 — небольшом розовом доме с двумя трубами[9].

## Достопримечательности
- Храм Рождества Христова.
- Сооружения бывшей усадьбы графов Кутайсовых Рождествено (на территории Оздоровительного комплекса «Снегири»).
- Мемориал памяти павших в битве за Москву Великой Отечественной войны.

## Образование
- Муниципальное общеобразовательное учреждение «Рождественская СОШ».
- Православная общеобразовательная школа «Рождество».
- Федеральное государственное бюджетное образовательное учреждение «Прогимназия «Снегири» Управления делами Президента Российской Федерации.

## Предприятия
- «Оздоровительный комплекс „Снегири“» Управления делами Президента Российской федерации.
- Научно экспериментальное хозяйство «Снегири».

## Комментарии
1. ↑  Согласно Постановление Губернатора МО от 07.03.2002 № 141-ПГ «Об объединении некоторых поселений Истринского района Московской области» Архивная копия от 14 июня 2015 на Wayback Machine